# 244. strelska divizija (ZSSR)
244. strelska divizija (izvirno rusko 244. стрелковая дивизия; kratica 244. SD) je bila strelska divizija Rdeče armade v času druge svetovne vojne.

## Zgodovina
Divizija je bila ustanovljena julija 1941 v Dimitrovu in bila uničena oktobra istega leta. Pozneje so jo ponovno ustanovili.

## Organizacija
- štab
- 907. strelski polk